# Loreley (Alexander Nix)
Loreley ist eine fantastische Erzählung von Alexander Nix, die den deutschen Mythos von der Loreley für die heutige Zeit neu erzählen will. Die im Roman erzählten historischen Ereignisse sind geschichtlich belegt. Das 398-seitige Buch erschien 1998 im Marion von Schröder Verlag.

## Inhalt
Der historisch-fantastische Roman spielt im deutschen Hochmittelalter, im Jahr 1320. Zwei Mädchen wachsen in einer Burg am Rheinufer heran. Hauptfigur des Romans ist die burschikose Ailis, Tochter des Leibjägers des Grafen Wilhelm. Ailis ist mit einem fantastischen Gehör ausgestattet, das sie – wie sie selbst erst in der fortschreitenden Geschichte feststellt – auch befähigt, übersinnliche Wahrnehmungen zu machen. Sie geht beim grobschlächtigen, aber gutmütigen Schmied Erland auf der Heimatburg Rheinfels in die Lehre. Ailins beste Freundin ist Fee, die verwöhnte Nichte des Grafen von Katzenelnbogen. Fees Mutter ist bei der Geburt gestorben und ihr Vater aus Kummer fortgegangen, so dass sie bei dessen Bruder, dem Grafen von Katzenelnbogen und dessen kinderloser Frau, an Kindes statt aufwächst. Die Gräfin hängt noch dem vorchristlichen Glauben an das Feenreich Faerie an, den sie hinter verschlossenen Türen praktiziert. Von Kindesbeinen an sind Fee und Ailis unzertrennlich – bis Ailis das schreckliche Geheimnis der Familie entdeckt. Ailis wurde Fee von klein an bewusst als Spielgefährtin beigegeben, um diese nicht den Verlust ihrer Zwillingsschwester spüren zu lassen. Fees wusste von dieser Zwillingsschwester nichts. Zunächst nimmt Ailis an die Schwester sei tot geboren worden. Danach stellt sich heraus, dass im Körper der vom eigenen Vater bei der Geburt getöteten Schwester in ihren Körper der Geist eines Wesens aus der Feenwelt gebannt wurde. Der Vater Fees, der um Unheil von der Menschenwelt abzuwenden, nicht nur die eigene Tochter, sondern auch seine geliebte Frau bei der Geburt Fees töten musste, kehrt auf Burg Rheinfels zurück. Nach der Offenbarung seiner Lebensgeschichte gegenüber Fee begeht er Selbstmord.
Zunächst wird Ailis Zeugin der Jagd des Grafen und ihres Vaters auf ein kleines fünfjähriges Mädchen, das im Wald mit einem magischen Jagdnetz auf dem Lurlinberg gefangen wird. Der Lurlinberg ist ein steiler Felsen hoch über dem Rhein, der spätere Loreleyfelsen. Dort wird die fünfjährige in einen tiefen, mit spitzen Eisendornen vergitterte Brunnenschacht geworfen wird. Ailis muss dem Grafen Wilhelm schwören, dass sie von dem Geschehen und dem kleinen Mädchen in dem vergitterten Brunnenschacht niemandem etwas erzählen wird. Was zu diesem Zeitpunkt außer dem Grafen niemand weiß ist, dass der Körper des Mädchens, derjenige von Fees bei der Geburt getöteter Zwillingsschwester ist, in dem sich das Wesen Echo befindet. Ailis kann sich der sonderbaren Ausstrahlung des Kindes nicht entziehen. Obwohl ein fahrender Spielmann sie vor dem Echo vom Lurlinsberg warnt, muss sie immer wieder dorthin, wo die Kleine (Echo) eingesperrt ist und der Eingang zum Feenreich Faerie (vgl. engl. fairy) sein soll. Fasziniert lässt sie sich von den magischen Gesängen der Kleinen betören und verliert darüber sogar ihre Familie und ihre Freunde. Als ein Händler die Nachricht bringt, dass die Naddards – Menschen in Natterngestalt, die den alten Göttern huldigten – erstmals seit Jahrhunderten wieder aufgetaucht sein sollen, ist schnell klar, dass – sollte das stimmen –, der Lurlinsberg, der hohe Altar des alten, vorchristlichen Glaubens, ihr Ziel sein wird. Schließlich ist es nicht Ailis, sondern Fee, die in den Bann der Loreley gerät. Fees Geist scheint sich zu verwirren. Sie befreit das kleine Mädchen – und beschwört dadurch unsagbaren Schrecken herauf. Denn im Körper der Loreley lauerte die Feenkreatur, die so alt ist wie die Welt, und nur darauf wartete, die Grenzen zum magischen Reich Faerie nieder zu reißen und Verdammnis über das Land am Rhein zu bringen. Echo nimmt von Fees Körper Besitz und ihr Geist verschmilzt mit dem von Fee, so dass aus einer schüchternen, zurückhaltenden jungen Frau, eine machtgierige Frau wird, die dank ihrer sexuellen Ausstrahlung ihren Ehemann, Ritter Bann, zum Werkzeug ihrer bösen Spiele macht.
Ailis hat sich inzwischen einer Gruppe von Spielleuten angeschlossen, die durch ihre Musik in einer magischen Zwischenwelt schnell von Ort zu Ort reisen können. Mit ihrer Hilfe will sie die geliebte Fee vom Geist Echos befreien. Dies kann aber nicht gelingen, da das Echo Fees Körper Besitz in Besitz genommen und ihren Geist verdrängt hat. In einem aussichtslos erscheinenden Kampf mit dem Echo, gelingt es Ailis zusammen mit dem letzten Spielmann zu deren eigener Überraschung, das Echo durch die Kraft ihrer Musik in die unendliche Zwischenwelt der Töne und Farben zu verbannen.
Der Roman endet mit einem Anhang, in dem die geschichtlichen Bezüge des Romans erläutert werden.

## Hintergrund
Der Loreleyfelsen, der erstmals in den Fuldaer Annalen erwähnt wird, trug im Mittelalter den Namen Lurlinberg oder Lorberg. Die Endung Ley bedeutet Fels bzw. im rheinischen Sprachgebrauch Schieferfels. Die Vorsilbe Lore könnte auf mittelhochdeutsch lure für lauern zurückgehen, aber auch im Zusammenhang mit der Flussgöttin Lohra stehen, die früher von den Anwohnern des Rheins verehrt wurde. Teilweise wird sie auch mit dem Zwergen- und Elfenkönig Laurin in Verbindung gebracht, was zu der Geschichte passt, dass im Inneren des Bergs ein Zugang zum Feenreich verborgen sei. Die Geschichte von der blonden Jungfrau Loreley, die Bootsleute mit ihrem Gesang ins Verderben lockt, scheint keine altüberlieferte Sage zu sein, sondern geht auf die Ballade des Dichters Clemens Brentano aus seinem Roman Godwi aus dem Jahre 1802 zurück. Brentano schildert die Geschichte eines verliebten Mädchens, das von ihrem Liebsten betrogen wird und sich aus Kummer vom Felsen in den Rhein stürzt. In den folgenden Bearbeitungen dieses Themas durch Joseph von Eichendorff, Heinrich Heine und andere, wandelte sich das Bild vom tragisch verliebten Mädchen in die Nixengestalt Loreley.